# Caroline Mani
Caroline Mani (* 18. Januar 1987 in Besançon) ist eine französische Radrennfahrerin.

## Sportlicher Werdegang
Mani betrieb in ihrer Jugend vor allem Tennis und Motocross, bis sie 2002 einen Unfall hatte, bei dem sie sich einen Wirbel brach. Nachdem ihre Verletzung ausgeheilt war, nahm sie 2003 im Radrennen an den französischen Schulmeisterschaften teil und erhielt in der Folge die Zulassung für ein Sportgymnasium, wo sie sich dem Radsport widmete.
Mani spezialisierte sich auf Offroad-Disziplinen und fuhr Cross-Country-Mountainbike im Sommer sowie Cyclocross während der Wintersaison. Im Mountainbike-Bereich gewann sie 2008 die Universitäts-Weltmeisterschaften und war 2009 französische U23-Meisterin.
Danach war Mani hauptsächlich im Cyclocross erfolgreich, wo sie zwischen 2010 und 2019 fünfmal französische Meisterin war. Ihr bedeutendstes internationales Resultat hatte sie als Vizeweltmeisterin 2016, zwei weitere Male war sie unter den besten Zehn. Im Weltcup war sie zweimal Zweite (Namur 2015, Iowa City 2016). Nachdem sie 2011 im Rahmen ihres Studiums an der École supérieure de Commerce de Montpellier ein Praktikum in den Vereinigten Staaten absolviert hatte, zog sie dauerhaft über den Atlantik und arbeitete zunächst als Fahrradverkäuferin, dann für einen Hersteller von Fahrradbekleidung. Sie trat daher während der Saison vor allem in nordamerikanischen Rennen an, wo sie eine Vielzahl von Siegen anhäufte und 2021/2022 sowie 2022/2023 jeweils die nationale Rennserie USCX Cyclocross Series gewann. 2025 bestreitet sie im französischen Liévin zum 15. Mal eine Cyclocross-Weltmeisterschaft.

## Erfolge

### Mountainbike
2008
 Studenten-Weltmeisterin – Cross-Country XCO
2009
 Französische Meisterin (U23) – Cross-Country XCO

### Cyclocross
2009/2010
 Französische Meisterin
2010/2011
 Französische Meisterin
2015/2016
 Weltmeisterschaften
 Französische Meisterin
2016/2017
 Europameisterschaften
 Französische Meisterin
2018/2019
 Französische Meisterin